# ISO/IEC 11801
ISO/IEC 11801 és una normativa internacional (creada per l'IEC i l'ISO) que especifica els sistemes de cablejat de propòsit general adreçats a aplicacions de telefonia, comunicacions de dades i sistemes de control d'edificis i automatització industrial. Aplica tant a cables de coure balancejats com a fibra òptica.
La darrera versió ISO/IEC 11801 es pot esbrinar aquí.

## Contingut de la norma

### Classes i categories
ISO/IEC 11801 defineix diverses classes i categories de cables, les quals es diferencien per la màxima freqüència de treaball :
- Classe A: enllaç/canal fins a 100 kHz usant cable/connectord de Categoria 1
- Classe B: enllaç/canal fins a 1 MHzusant cable/connectord de Categoria 2
- Classe C: enllaç/canal fins a 16 MHz usant cable/connectord de Categoria 3
- Classe D: enllaç/canal fins a 100 MHz usant cable/connectord de Categoria 5e
- Classe E: enllaç/canal fins a 250 MHz usant cable/connectord de Categoria 6
- Classe EA: enllaç/canal fins a 500 MHz usant cable/connectord de Categoria 6A (Afegit 1 i 2 a ISO/IEC 11801, 2nd Ed.)
- Classe F: enllaç/canal fins a 600 MHz usant cable/connectord de Categoria 7
- Classe FA: enllaç/canal fins a 1000 MHz usant cable/connectord de Categoria 7A (Afegit 1 i 2 a ISO/IEC 11801, 2nd Ed.)
- Classe I: enllaç/canal fins a 1600 i 2000 MHz usant cable/connectord de Categoria 8.1 (especificació en desenvolupament)
- Classe II: enllaç/canal fins a 1600 i 2000 MHz usant cable/connectord de Category 8.2 (especificació en desenvolupament)

La impedància estàndard de l'enllaç és de 100 Ω (la versió antiga del 1995 també permetia 120Ω i 150 Ω en Classes A−C, però va ser eliminat en l'edició del 2002).
ISO/IEC 11801 defineix diverses classes per la interconnexió de fibra òptica :
- OM1: fibra òptica multimode amb nucli de 62.5 µm; amplada de banda modal mínima de 200 MHz·km at 850 nm
- OM2: fibra òptica multimode amb nucli de 50 µm; amplada de banda modal mínima de amplada de banda modal mínima de f 500 MHz·km a 850 nm
- OM3: fibra òptica multimode amb nucli de 50 µm; amplada de banda modal mínima de 2000 MHz·km a 850 nm
- OM4: fibra òptica multimode amb nucli de 50 µm;amplada de banda modal mínima de 4700 MHz·km a 850 nm
- OS1: fibra òptica monomode amb atenuació d'1 dB/km
- OS2: fibra òptica monomode amb atenuació de 0.4 dB/km

### Parts de la norma
| Norma ISO/IEC   | Títol                               | Substitueix      | Descripció                                                                                  |
| --------------- | ----------------------------------- | ---------------- | ------------------------------------------------------------------------------------------- |
| ISO/IEC 11801-1 | Part 1: Requirements generals       | ISO/IEC 11801    | Requeriments genèrics de cablejat per a cables de parells trenats i cables de fibra òptica  |
| ISO/IEC 11801-2 | Part 2: Sector terciari             | ISO/IEC 11801    | Cablejats per edificis comercials                                                           |
| ISO/IEC 11801-3 | Part 3: Sector inductrial           | ISO/IEC 24702    | Cablejats per edificis inductrials                                                          |
| ISO/IEC 11801-4 | Part 4: Sector domèstic             | ISO/IEC 15018    | Cablejats per edificis residencials, incloent enllaços de 1200 MHz per CATV                 |
| ISO/IEC 11801-5 | Part 5: Sector de centres de càlcul | ISO/IEC 24764    | Cablejats d'altes prestacions per xarxes de centres de càlcul                               |
| ISO/IEC 11801-6 | Part 6: Edificis distribuïts        | ISO/IEC TR 24704 | Cablejats de xarxes sense fils distribuïdes per automatització d'edificis i dispositius IoT |

### Versions de la norma
- ISO/IEC 11801:1995 (Ed. 1) - primera edició
- ISO/IEC 11801:2000 (Ed. 1.1) - primera edició, Afegit 1
- ISO/IEC 11801:2002 (Ed. 2) - segona edició
- ISO/IEC 11801:2008 (Ed. 2.1) - segona edició,Afegit 1
- ISO/IEC 11801:2010 (Ed. 2.2) - segona edició, Afegit 2
- ISO/IEC 11801 Ed.3 (en desenvolupament)